# João Reis (autor)
João Reis (Vila Nova de Gaia, 21 de Janeiro de 1985), é um autor e tradutor literário português. 

## Carreira
Durante três anos frequentou Medicina Veterinária na Universidade de Trás-os-Montes e Alto Douro, porém acabou por se licenciar em Filosofia pela Faculdade de Letras da Universidade do Porto. Em 2010 co-fundou a Eucleia Editora, na qual permaneceu como sócio-gerente até 2013. No âmbito desse projeto deu início à atividade de tradutor, publicando inclusive algumas das suas traduções sob essa chancela, das quais é exemplo Memórias de um Morto, de Hjalmar Bergman. Até 2015 residiu e trabalhou na Noruega, Suécia e Inglaterra, onde exerceu várias profissões fora do seu âmbito de formação. Participou em residências literárias em Montreal, Canadá (2015), em Seoul, Coreia do Sul (2017), em Ventspils, Letónia (2018) e Changchun, China (2019).
De regresso a Portugal, começou a destacar-se como tradutor freelancer de línguas nórdicas (sueco, norueguês, dinamarquês e islandês), além de inglês. De entre a extensa lista de autores que traduziu para português, destacam-se Knut Hamsun, Halldór Laxness, August Strindberg e Patrick White.
Em 2018 foi-lhe concedida uma Bolsa de Criação Literária pela DGLAB, com a duração de seis meses, para a elaboração de uma obra de ficção narrativa. 
Estreou-se como autor com a novela “A Noiva do Tradutor” (2015, Companhia das Ilhas), ano em que foi finalista do Bare Fiction Prize na categoria de flash fiction, com a obra "Dawn, City, End”. Em 2017 publicou “A Avó e a Neve Russa” (finalista do Prémio Fernando Namora 2018) e, ainda pela Elsinore, publicou em 2018 “A Devastação do Silêncio” (semifinalista do Prêmio Oceanos 2019), e em 2019 “Quando Servi Gil Vicente” (finalista do Prémio Fernando Namora 2020). “A Noiva do Tradutor” foi reeditado em 2019 pela Elsinore e publicado nos Estados Unidos, através da Open Letter Books, sob o título “The Translator’s Bride”. No Brasil foi publicado em 2020 pela DBA Editora, sediada em São Paulo. 

## Publicações
- A Noiva do Tradutor, 2015, Companhia das Ilhas
- A Avó e a Neve Russa, 2017, Elsinore, Finalista Prémio Fernando Namora 2018
- A Devastação do Silêncio, 2018, Elsinore, Semifinalista Prêmio Oceanos 2019
- Reedição de A Noiva do Tradutor, 2019, Elsinore
- Reedição de A Noiva do Tradutor nos Estados Unidos, sob o título The Translator’s Bride 2019, Open Letter Books
- Quando Servi Gil Vicente, 2019, Elsinore, Finalista Prémio Fernando Namora 2020
- Reedição de A Noiva do Tradutor no Brasil, 2020, DBA Editora
- Se com Pétalas ou Ossos, 2021, Minotauro.
- Bedraggling Grandma with Russian Snow, 2021, Corona/ Samizdat.

### Traduções
- Os Contos Completos, Ambrose Bierce (Eucleia Editora, 2010)
- Garman & Worse, Alexander L. Kielland (Eucleia Editora, 2011)
- Memórias de um Morto, Hjalmar Bergman (Eucleia Editora, 2011)
- A Arte de Chorar em Coro, Erling Jepsen (Eucleia Editora, 2011)
- Quanto mais depressa ando, mais pequena sou, Kjersti Annesdatter Skomsvold (Eucleia Editora, 2011)
- Os Cães, Ola Nilsson (Eucleia Editora, 2012)
- O Sino da Islândia, Halldór Laxness (Cavalo de Ferro, 2012)
- Paraíso e Inferno, Jón Kalman Stefánsson (Cavalo de Ferro, 2013 / Companhia das Letras, Brasil, 2016)
- Mistérios, Knut Hamsun (Cavalo de Ferro, 2013)
- A Casa com Alpendre de Vidro Cego, Herbjørg Wassmo (Arkheion, 2013)
- Nós, os Afogados, Carsten Jensen (Bertrand, 2014)
- A Minha Luta - I, Karl Ove Knausgaard (Relógio d' Água, 2014)
- Dias na História do Silêncio, Merethe Lindstrøm (Arkheion, TBP)
- O Nadador, Joakim Zander (Objectiva/ Suma de Letras, 2014)
- A Tristeza dos Anjos, Jón Kalman Stefánsson (Cavalo de Ferro, 2014)
- O Livro de Jón, Ófeigur Sigurðsson (Cavalo de Ferro, 2015)
- Milagres do Céu, Christy Wilson Beam (Presença, 2015)
- O Tempo de Sua Graça, Eyvind Johnson (Cavalo de Ferro, 2015)
- O Macarrão de Estaline, Jon Rönström & Anders Ekman (Bertrand, 2015)
- O Salão Vermelho, August Strindberg (E-primatur, 2015)
- Voss, Patrick White (E-primatur, 2016)
- Fechada para o Inverno, Jørn Lie Horst (Dom Quixote, 2016)
- Os Frutos da Terra, Knut Hamsun (Cavalo de Ferro, 2016)
- As Raparigas Esquecidas, Sara Blaedel (Topseller, 2016)
- Kallocaína, Karin Boye (Antígona, 2016)
- O Coração do Homem, Jón Kalman Stefánsson (Cavalo de Ferro, 2016)
- Born to Run, Bruce Springsteen (Elsinore, 2016)
- O Trilho da Morte, Sara Blaedel (Topseller, 2016)
- Cães de Caça, Jørn Lie Horst (Dom Quixote, 2017)
- Operação Nuvem de Trovoada, Jørn Lie Horst e Hans Jørgen Sandnes (Gailivro, 2017)
- Operação Homem Sombra, Jørn Lie Horst e Hans Jørgen Sandnes (Gailivro, 2017)
- A Mulher Desaparecida, Sara Blaedel (Top Seller, 2017)
- Contos Maravilhosos, Hans Christian Andersen (Fábula, 2017)
- O Anel dos Löwenskölds, Selma Lagerlöf (E-primatur, 2017)
- William Wenton e o Criptoportal, Bobbie Peers (Porto Editora, 2017)
- As Aventuras de Tom Sawyer, Mark Twain (Fábula, 2017)
- Food Pharmacy, de Lina Nertby Aurell, Mia Clase. (Arte Plural Edições, 2018)
- LoveStar, de Andri Snaer Magnason (Bertrand, 2018)
- O Pântano dos Sacrifícios, de Susanne Jansson (Topseller, 2018)
- As Aventuras de Huckleberry Finn, de Mark Twain (Fábula, 2018)
- O Homem das Cavernas, de Jørn Lie Horst. (Dom Quixote, 2018)
- A Noite do Professor Andersen, Dag Solstad (Cavalo de Ferro, 2018)
- A Praia, de Peter Asmussen (Tinta-da-China, 2018)
- Todos os momentos em que estamos vivos, Tom Malmquist (Porto Editora, 2019)
- William Wenton e o Agente Orbulator, Bobbie Peers (Porto Editora, 2019)
- As Aventuras de Sherlock Holmes, Arthur Conan Doyle (Fábula, 2019)
- Três Pequenas Mentiras, Laura Marshall (Topseller, 2019)
- A Porta Oculta, Jørn Lie Horst (Dom Quixote, 2019)
- The Translator's Bride, João Reis (Open Letter Books, 2019)
- A Maravilhosa Viagem de Nils Holgersson através da Suécia, Selma Lagerlöf (Sextante, 2020)
- Aproximadamente do Tamanho do Universo, Jón Kalman Stefánsson (Cavalo de Ferro, 2020)
- O Informador, Jan-Erik Fjell (Dom Quixote, 2020)
- Léxico da Luz e da Escuridão, Simon Stranger (Quetzal, 2020)
- O Anjo Roubado, Sara Blaedel (Topseller, 2019)
- Ponto Zero, Jørn Lie Horst e Thomas Enger (Dom Quixote, 2020)
- Per, o Afortunado, Henrik Pontoppidan (Relógio de Água, 2021)

Fontes